# Kawazu, Shizuoka
Kawazu (河津町 Kawazu-chō) là thị trấn nằm trên bờ biển phía Đông bán đảo Izu, huyện Kamo, tỉnh Shizuoka, Nhật Bản. Tính đến ngày 1 tháng 10 năm 2020, dân số ước tính thị trấn là 6.870 người và mật độ dân số là 68 người/km2. Tổng diện tích thị trấn là 100,79 km2.